# Jurahaus

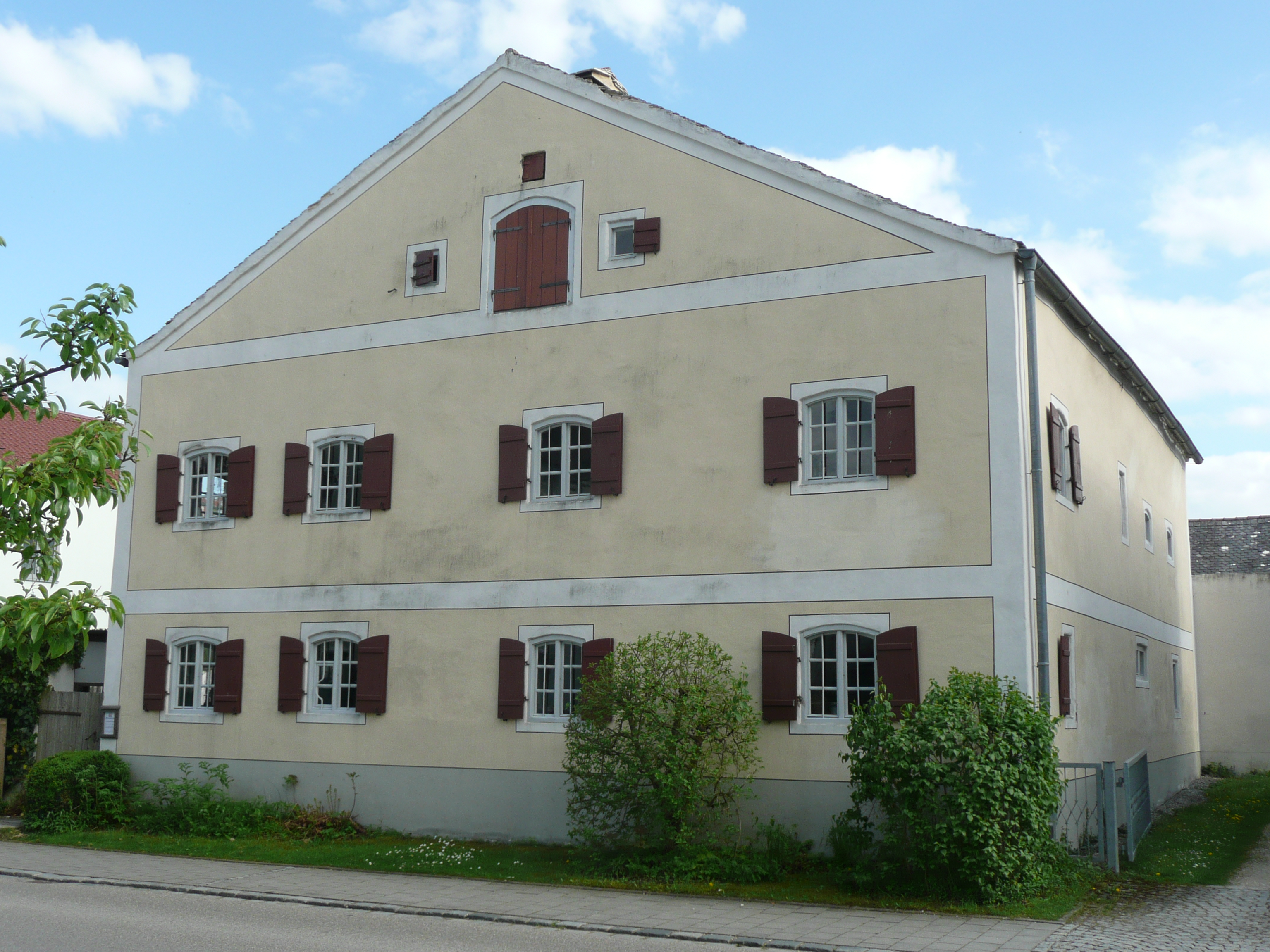
Jura-Bauernhof-Museum in Hofstetten bei Eichstätt, errichtet im 16. Jahrhundert

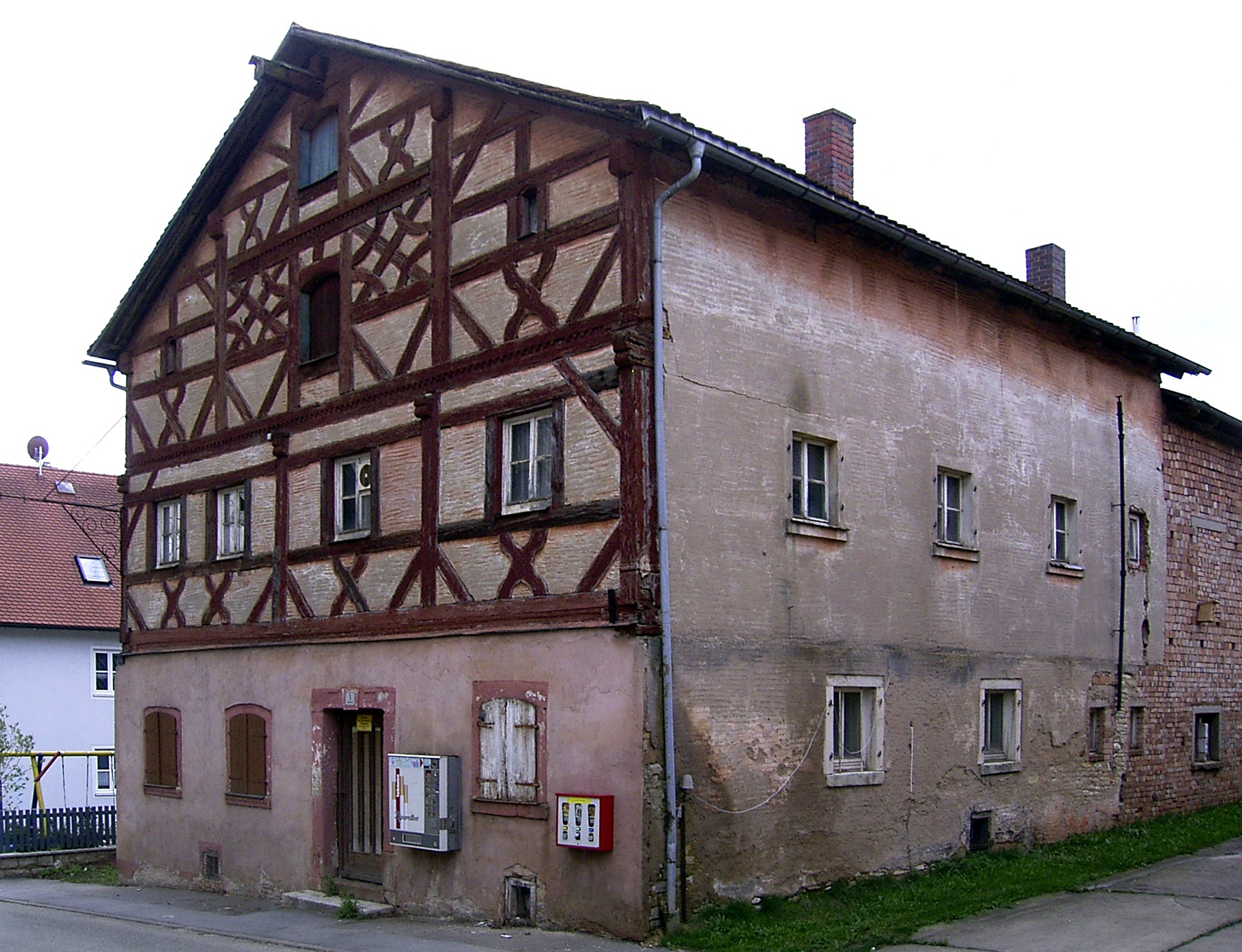
Ehemaliges Gasthaus „Lamm“ in Bergen (Landkreis Weißenburg-Gunzenhausen), Jurahaus mit fränkischem Fachwerk, errichtet im 17. Jahrhundert

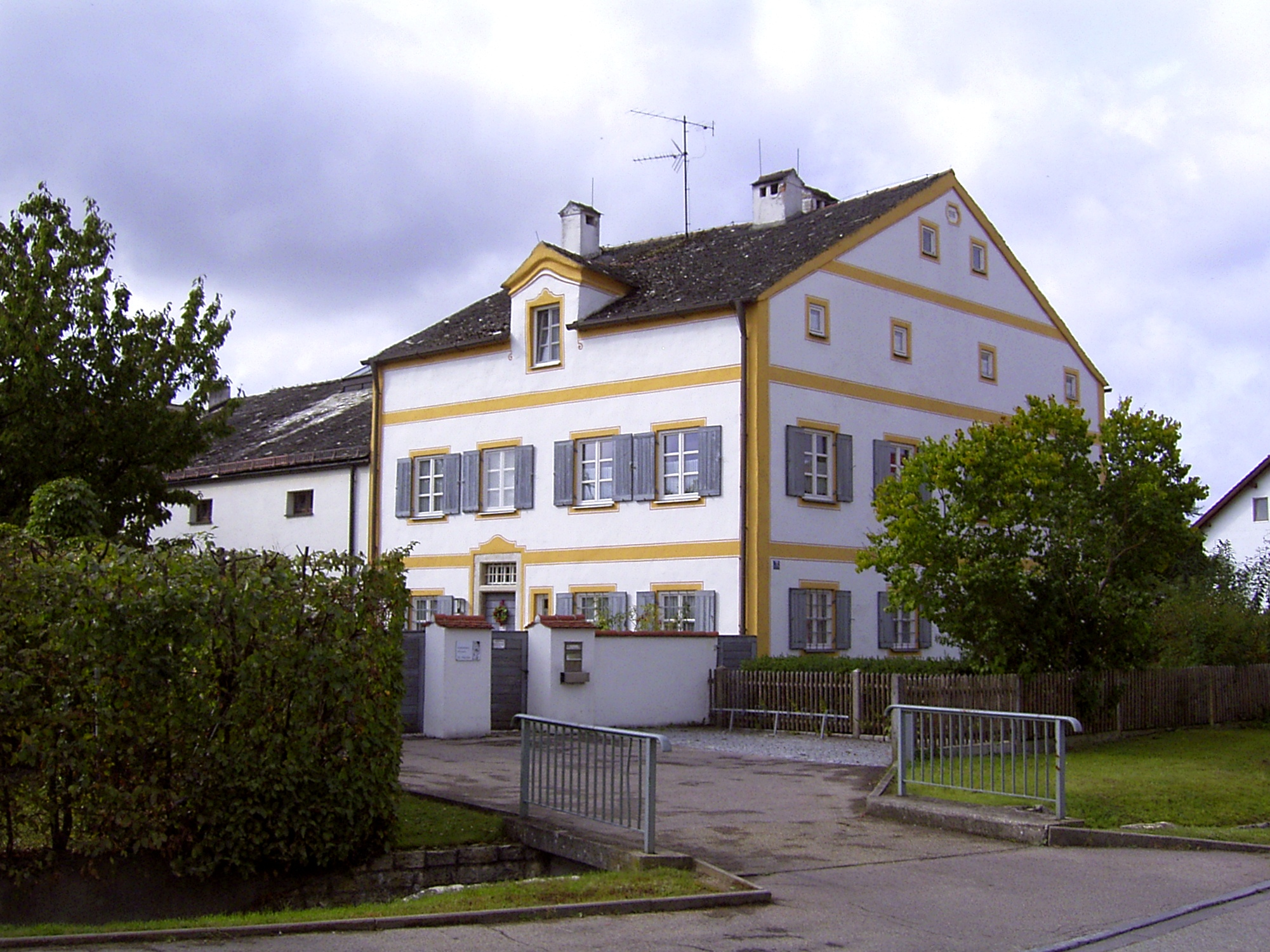
Pfarrhof in Jurabauweise in Wettstetten, errichtet im 17. Jahrhundert

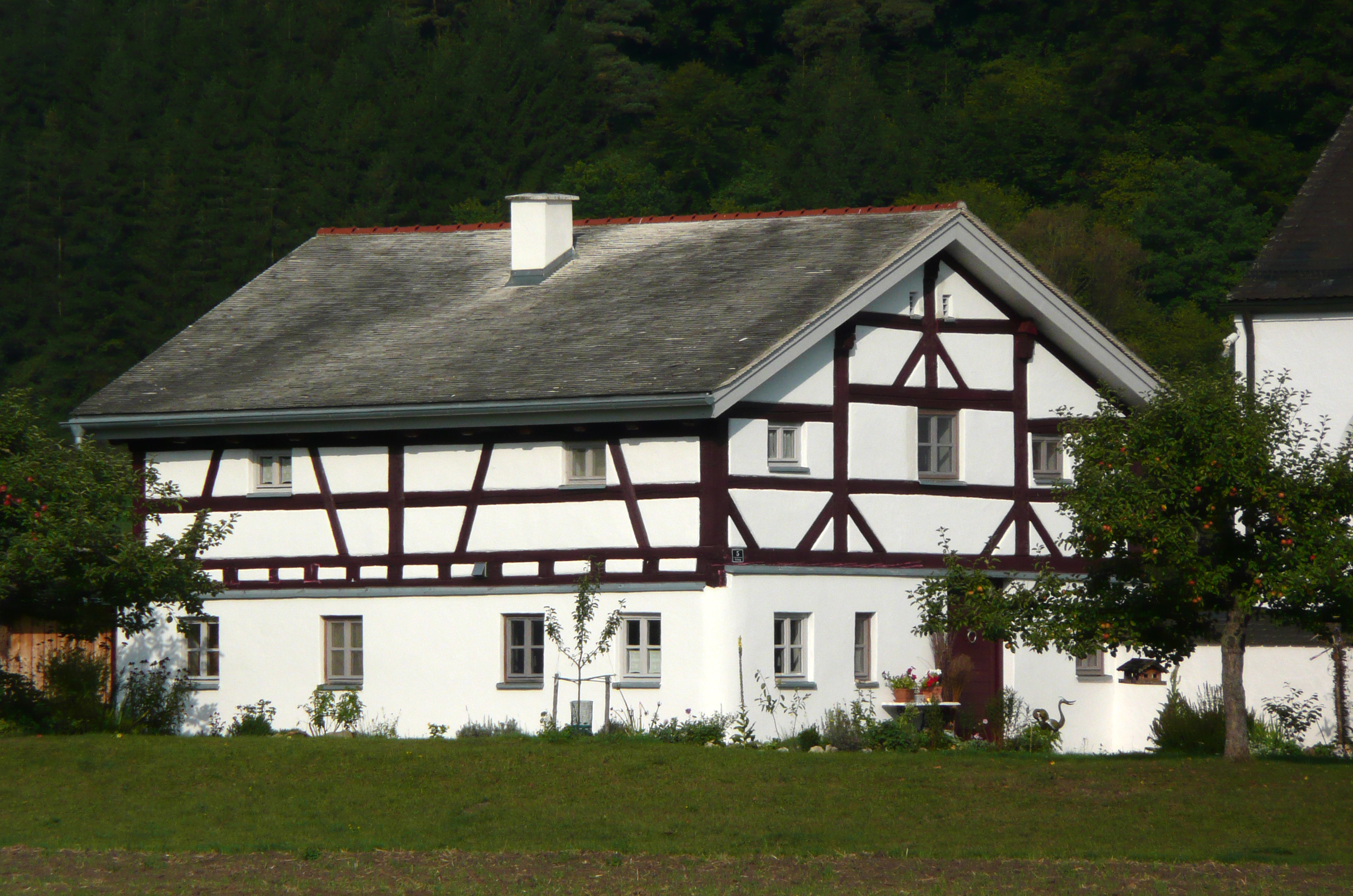
Ehemaliges Mesnerhaus in Böhming bei Kipfenberg, errichtet im 17./18. Jahrhundert

Das Jurahaus ist eine entlang des Altmühltals (Bayern) sowie auf den angrenzenden Hochflächen und in den Seitentälern zwischen Oettingen im Westen und Regensburg im Osten und zwischen Berching im Norden und Ingolstadt im Süden vorkommende Hausform. Durch ihre Baumerkmale und die verwendeten Materialien fügen sich diese Häuser in das Landschaftsbild des Altmühltals ein. Allen gemeinsam ist das Kalkplattendach.
Nicht zu verwechseln ist das Jurahaus des Altmühlgebiets mit den ebenso genannten „Jurahäusern“ im Jura im französisch-schweizerischen Grenzgebiet, die mit ihren großen, flachgeneigten Satteldächern den Altmühljurahäusern zwar ähneln, jedoch aus anderen Materialien bestehen.

## Kennzeichen

### Architektonische Merkmale

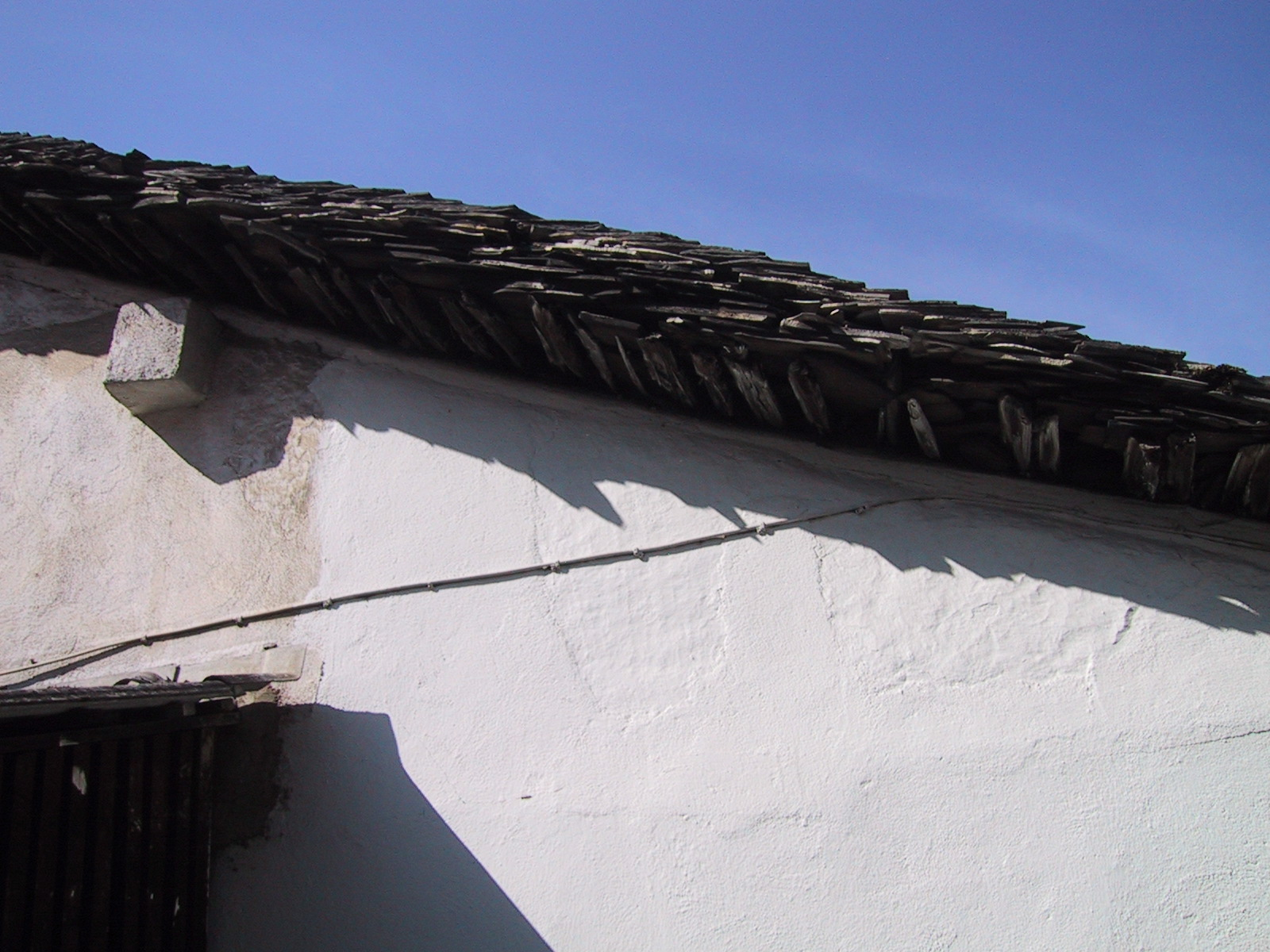
Die Schichtung eines typischen Jura-Daches am Beispiel eines Hauses in der Rot-Kreuz-Gasse in Eichstätt

Das herausragendste Merkmal ist die Konstruktion der Dächer. Sie sind relativ flach geneigt und mit mehreren Schichten dünner Kalkplatten aus Solnhofener Plattenkalk, sogenannten Legschieferplatten gedeckt. Damit diese Platten nicht abrutschen, ist eine maximale Dachneigung von 30° möglich. Da das Kalkplattendach sehr schwer ist – ein Quadratmeter wiegt zwischen 180 und 200 Kilogramm, – ist der Dachstuhl vergleichsweise massiv gestaltet. Das Dach liegt in der Regel auf einem verhältnismäßig hohen Kniestock auf. Die Außenwände der Erdgeschosse sind meist massiv aus Kalksteinen gemauert, während die Innenwände und alle Obergeschosswände aus Mauerwerk oder Fachwerk bestehen können. Das Fachwerk war in der Regel mit geflochtenen Weiden und einem Lehmschlag ausgefacht, der mit einem Kalkmörtel verputzt war. Je reicher der Bauer, desto größer das Haus und desto mehr Stein als Fachwerk.
Häuser mit gemauerten Obergeschossen besitzen nahezu keinen Dachüberstand, da ein Dachüberstand bei den flachgeneigten Kalkplatten eine Rückstaugefahr durch Vereisung und andere Probleme in sich birgt. Bei Häusern mit Fachwerkobergeschossen ist ein gewisser Dachüberstand zum Schutz des Fachwerks gängig.
Weitere Merkmale sind der gedrungene Baukörper, unten etwas breiter als oben, dadurch auch optisch fest mit dem Boden verbunden. Fenster und Haustür sind klein, eher spärlich, klar geordnet aber selten exakt symmetrisch (was auch an der Mischnutzung als Wohnstallhaus liegt). Ursprünglich hatten die Häuser keinen Kamin.

### Typen und Aufbau
- Landwirtschaftliche Gebäude
  - Wohnstallhäuser: Im Altmühljura lebten Menschen und Tiere in der Regel unter einem Dach. Der Eingang ins Haus führte in einen geräumigen Flur, den sogenannten Tenner, von dem man zur einen Seite in den Wohnbereich, zur anderen Seite in den Stall und über eine Stiege nach oben gelangen konnte. In Kleinbauernanwesen fand man in der Regel im Erdgeschoss auf einer Seite die Stube, also den Wohnraum, und die Küche, eine Rußkuchl mit offenem Feuer unter dem offenen Kamin, gleichzeitig Räucherkammer, auf der anderen Seite den Stall, darüber Heuboden und Schlafkammer(n). Die Stube hatte häufig als einziger Raum gemauerte Wände, so dass sie schon von außen an den vorspringenden Mauern erkennbar war.
  - Moierhöfe
  - Korbhäuser bzw. Austragshäuser
  - Scheunen, landschaftstypisch meist als Stadel bezeichnet
- Herrschaftliche Gebäude, wie z. B. das aus dem 17./18. Jahrhundert stammende Schloss Inching
- Gasthäuser
- Pfarrhäuser
- Mühlen
- Siechhöfe
- Taglöhnerhäuser

Ein typischer Jura-Bauernhof besteht meist aus einem Wohnstallhaus und einem Stadel. Häufig gehören auch ein Back- und ein Austragshaus zum Gebäudebestand. Allgemeine Regeln für die Anordnung der Gebäude um den Hofplatz sind nicht erkennbar. In großen Teilen des Verbreitungsgebiets ist die Form des Hakenhofs häufig: Das Wohnstallhaus steht giebelständig an der Straße, mit dem Zugang traufseitig vom Hof. (Nur sehr alte Jurahäuser und solche mit besonderer Funktion, wie z. B. Gastwirtschaften, haben den Eingang regelmäßig auf der Giebelseite.) Der Stadel steht dann im rechten Winkel dazu seitlich dahinter.

### Baumaterialien
Die Legschieferplatten wurden genauso wie alle anderen Baumaterialien in der näheren Umgebung gewonnen: Kalksteine für das Mauerwerk, Kalkmörtel für Innen- und Außenputz, Kalkanstriche, Kalkstein-Bodenplatten, Fichtenholz für Dielenböden, Fachwerk und Dachstuhl sowie Lehm für die Innenwände aus Fachwerk.

## Geschichte

### Geologische Hintergründe
Der Begriff Jurahaus geht auf die Lage in der geologischen Zone des Frankenjura zurück. Die Grundlagen für diese Landschaft entstanden vor ca. 208–145 Millionen Jahren, als das sogenannte Jurameer, ein Teilbereich des Meeres Tethys, über dem heutigen Altmühltal lag. In dieser Zeit entstanden am Meeresgrund Ablagerungen von abgestorbenen Korallen, Schwämmen und Pflanzen, die nach dem Rückzug des Meeres versteinerten und zu den heutigen Plattenkalken wurden. Das ist auch der Grund, warum sich in den versteinerten Plattenkalkschichten immer wieder bedeutende Fossilien finden lassen, wie der erste Fund des Urvogels Archaeopteryx aus dem Jahr 1861 bei Solnhofen im Altmühltal, dem bis in die jüngste Zeit weitere Fundexemplare folgten. Da die Ablagerung nicht kontinuierlich, sondern in „Schüben“ erfolgte, entstand die heute typische Schichtstruktur der Gesteine, die eine Nutzung als Legschieferplatten für die Dachdeckung erst möglich machen.

### Ursprünge

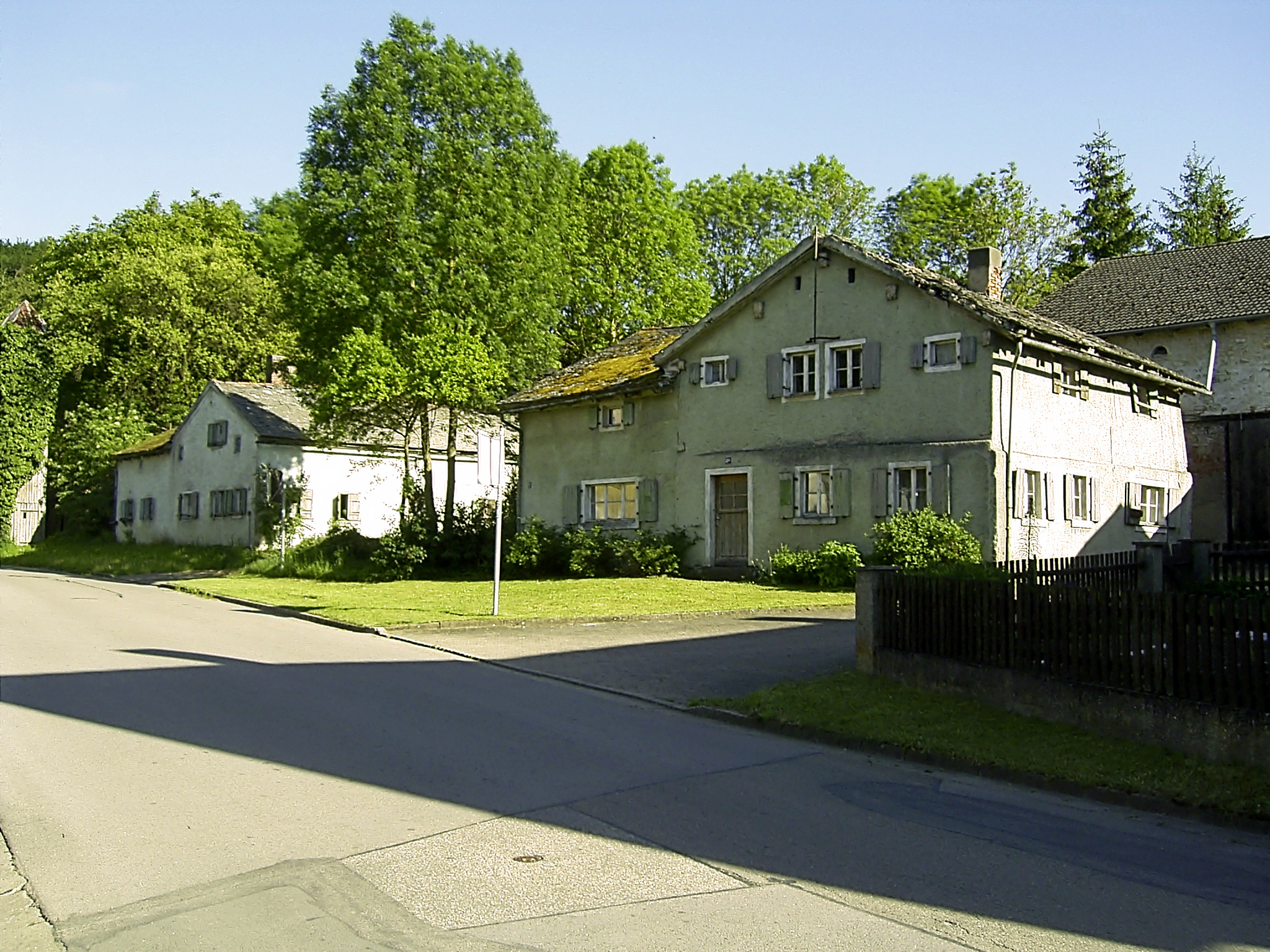
Kleine Jurahäuser in Dettenheim bei Weißenburg, erbaut wohl im 18. Jahrhundert

Wann genau die ersten kalkplattengedeckten Häuser entstanden, lässt sich nur anhand archäologischer und dendrochronologischer Untersuchungen nachvollziehen. Eine Ausgrabung in der Eichstätter Altstadt brachte den „Nachweis eines legschiefergedeckten Hauses, welches gegen Ende des 12. Jahrhunderts errichtet worden sein dürfte“. Dendrochronologische Untersuchungen bei einem Haus aus Marienstein bei Eichstätt ergaben das Baujahr 1367, ein Haus in der Eichstätter Westenstraße wurde auf 1344 datiert. Ein inzwischen abgerissenes Haus aus Matting bei Regensburg entstand um 1300 und ein Gebäude aus Schambach bei Treuchtlingen um das Jahr 1491. Die Verbreitung im 14. Jahrhundert entsprach also in etwa der, die noch im 20. Jahrhundert anzutreffen ist. Die erste urkundliche Erwähnung von Kalkplatten in Eichstätt stammt aus der ersten Hälfte des 14. Jahrhunderts und besagt, dass „ein fuder dachstein“ einen Denar städtischen Pflasterzoll kostet.
Zunächst waren nicht alle Häuser mit Steinplatten gedeckt, es gab auch Strohdächer; repräsentative Gebäude wie Kirchen waren mit Ziegeln gedeckt und hatten daher deutlich steilere Dächer. Die Prunkkarte der Grafschaft Graisbach aus dem Jahr 1570, die sich heute im Bayerischen Hauptstaatsarchiv in München befindet, zeigt neben der Ortschaft Solnhofen Arbeiter in einem Steinbruch, die gerade einen Wagen mit Steinen beladen. Das zeigt, dass zu dieser Zeit die Steinbrüche, in denen auch die Platten für die Dächer gewonnen wurden, so wichtig waren, dass sie als Wahrzeichen für den Ort galten.

### Weiterentwicklung durch Einführung der Zwicktaschen
Im Jahr 1828 kam eine neue Form der Kalkplatten für die Dachdeckung auf. Der Eichstätter Glasermeister Joseph Weitenhiller (1786–1862) erfand die sogenannten Zwicktaschen: „mit Hilfe einer Schablone und Zange „zugezwickte“ Kalkplatte[n], die auch auf steilen Dächern Verwendung finden [können], als Aufhängung dient ein durch ein eingebohrtes Loch gesteckter Nagel.“ Diese Platten müssen im Gegensatz zu den Legschieferplatten auch nur in einer Schicht verlegt werden. Weitere Patente von Weitenhiller sind Drahtklammern und ein Verfahren, um Ziegel und Backsteine zu färben.

### Bedrohung und Schutz des Haustypus
Die Bauform des Jurahauses hat sich über die Jahrhunderte nur wenig verändert. Lediglich die früher übliche giebelseitige Erschließung wurde durch die traufseitige verdrängt. Es gab verschiedene Haustypen, die weiter unten noch erläutert werden sollen, die Grundprinzipien haben sich aber bis ins 20. Jahrhundert erhalten. Erst seit Mitte des letzten Jahrhunderts werden die Jurahäuser durch moderne „Allerweltshäuser“ nach und nach verdrängt, nachdem die Bebauungspläne das Jurahaus als Hausform nicht mehr vorschrieben oder sogar Neubauten im Jurastil durch Anforderungen wie zu steile Dachneigungen vereitelten. Durch unsachgemäße Renovierungen und Versiegelung des umliegenden Bodens entstanden zudem häufig Feuchtigkeitsprobleme, die neben den oft kleinen und niedrigen Räumlichkeiten zum schlechten Ruf der Jurahäuser bei den Dorfbewohnern beitrugen.
Bereits in der ersten Hälfte des 20. Jahrhunderts setzte sich der Maler und Fotograf Heinrich Ullmann, Architekt an der obersten Baubehörde in München und oberster Denkmalschützer, für die Jurahäuser und speziell die Kalkplattendächer ein. Um das Verschwinden der Jurahäuser in neuerer Zeit zu bremsen, richteten der Landkreis Eichstätt, der Bezirk Oberbayern und das Bayerische Landesamt für Denkmalpflege ein Förderprogramm ein, um Restaurierungen auch über die üblichen denkmalpflegerischen Mittel hinaus finanziell zu unterstützen. So sieht das vom Landkreis Eichstätt eingeführte Jurahaus-Sonderprogramm vor, dass bei der Eindeckung mit einem Steindach der Mehraufwand gegenüber einer Eindeckung mit Biberschwanzziegeln bezuschusst wird. Der Jurahausverein (Weblink unten), ein Verein mit fast 800 Mitgliedern, leistet wichtige Aufklärungsarbeit und steht Besitzern von Jurahäusern sowie anderen Interessierten mit Rat und Unterstützung zu Seite. Sein Hauptziel ist es, die Bevölkerung dafür zu sensibilisieren, wie wichtig die Erhaltung der verbliebenen Jurahäuser für den Charakter der Region ist. Bedeutend für den Erhalt der verbleibenden Juragebäude dürfte die 2009 erstellte Eichstätter Gestaltungssatzung sein, die Vorschriften für die Gestaltung von Gebäuden und Außenflächen im Bereich der Innenstadt und der Vorstädte enthält und in enger Zusammenarbeit von Jurahausverein und Stadt Eichstätt entstanden ist.
Die Marktgemeinde Nennslingen setzte einigen zerstörten Jurahäusern ein Denkmal: das sogenannte „Verlorene Dorf“ des Bildhauers Stefan Schillig. Mehrere Jurahäuser wurden abgetragen und in den beiden unten genannten Freilandmuseen wieder aufgebaut.

## Verbreitung

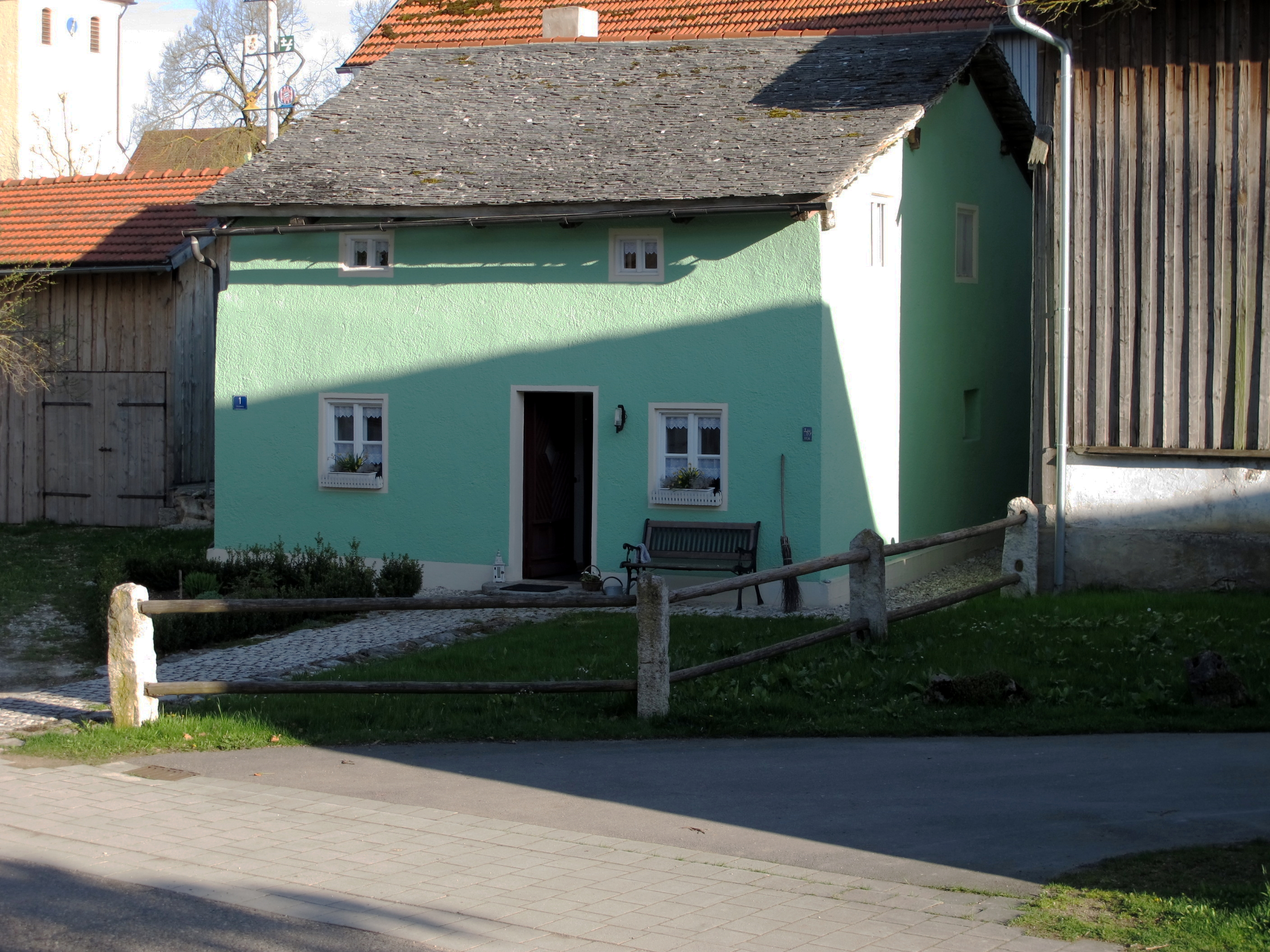
Jurahaus in Wachenzell, Landkreis Eichstätt

### Verbreitungsgebiet
Das Verbreitungsgebiet von Steindächern besteht aus Orten, von denen aus an einem Tag mit dem Pferde- oder Ochsengespann die Brüche erreicht, die Platten einzeln von Hand aufgeladen werden können und der Rückweg zu schaffen ist.
Als Kerngebiet der Jurahäuser gilt der heutige Landkreis Eichstätt im nördlichsten Teil von Oberbayern. Aber auch größere Teile der Landkreise Weißenburg-Gunzenhausen, Neumarkt in der Oberpfalz und Kelheim wurden einst von Bauten mit Steindächern dominiert. Darüber hinaus kommen Jurahäuser noch in Randbereichen der Landkreise Roth, Donau-Ries, Neuburg-Schrobenhausen, Pfaffenhofen und Regensburg sowie im Stadtgebiet von Ingolstadt und Regensburg vor. In der Innenstadt von Ingolstadt gab es ursprünglich einmal kalkplattengedeckte Häuser, wie aus dem von 1571 stammenden Sandtner-Modell hervorgeht.
Nach Süden hin bildet weitgehend die Donau die Grenze. Abgesehen von dem Abschnitt zwischen Weltenburg und Regensburg haben Jurahäuser den Fluss nur an ganz wenigen Stellen „übersprungen“.

### Erhaltene Ensembles und Exemplare
Ein wirklich geschlossenes Ortsbild im Jurastil weist inzwischen keines der Juradörfer mehr auf. Einen relativ guten Eindruck von einem traditionellen Juradorf bekommt man noch in den denkmalgeschützten Ensembles der Ortskerne von Dettenheim und Arnsberg. Eine vergleichsweise hohe Dichte von Jurahäusern gibt es beispielsweise auch noch in Nennslingen, Burgsalach, Bieswang und Langenaltheim, wobei die Gebäude dort im Dorf verstreut liegen und kein geschlossenes Ensemble mehr bilden. Pittoreske Weiler und Einzelhöfe im Jurastil sind beispielsweise Eibwang im Anlautertal und der mittlerweile zum Teil abgebrochene Tempelhof bei Ochsenfeld. Stadthäuser im Jurastil finden sich z. B. noch in Dietfurt an der Altmühl sowie vor allem in Eichstätt, wo in den an den Altmühlhängen gelegenen „Vorstädten“ noch weitgehend geschlossene Jurahausensembles zu sehen sind. In der Ingolstädter Innenstadt ist nur in der Dollstraße eines der ehemals kalkplattengedeckten Häuser erhalten.

### Museale Erhaltung

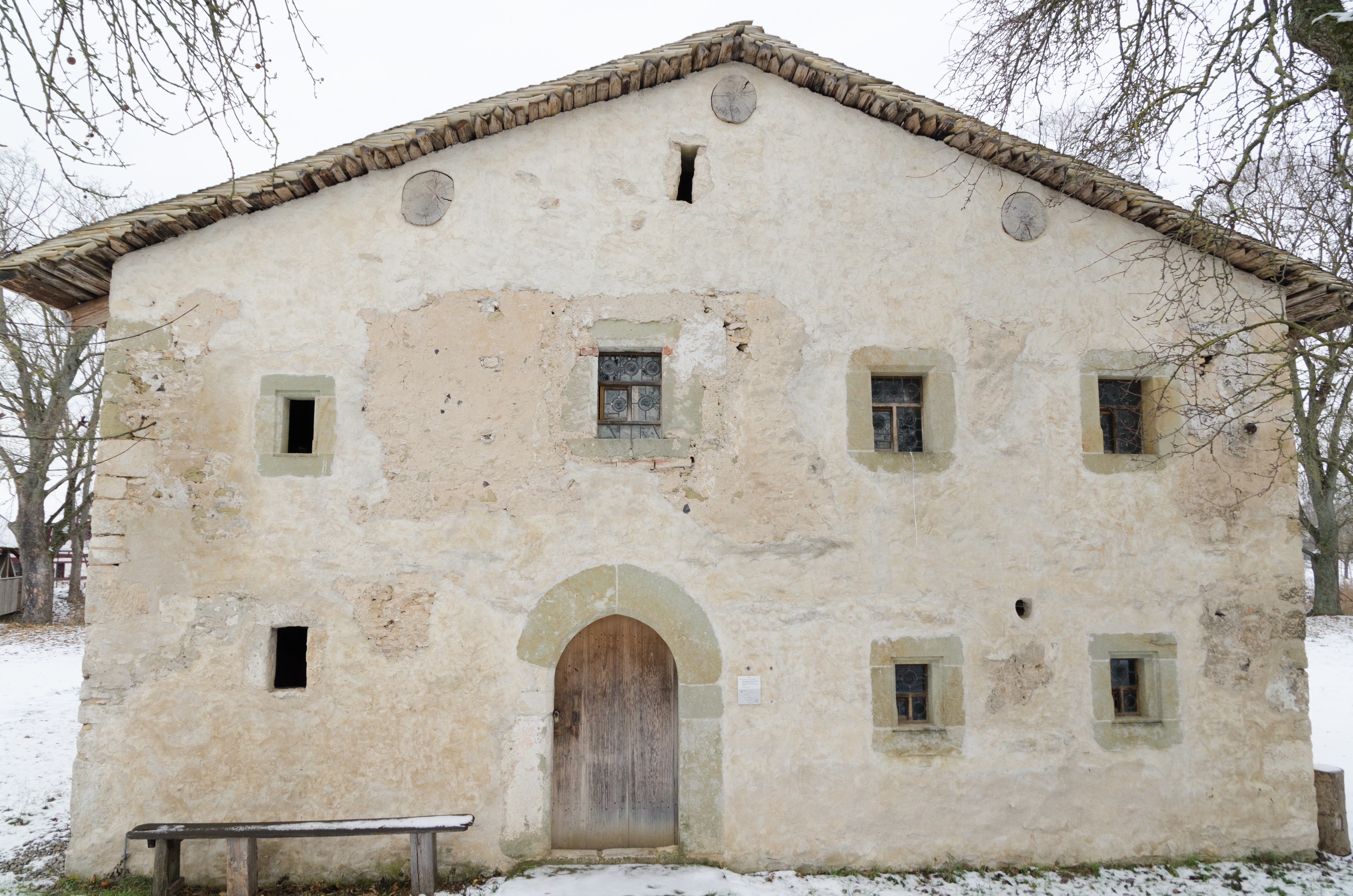
Jurahaus im Fränkischen Freilandmuseum Bad Windsheim, ursprünglich aus Matting

Folgende Museen befinden sich in Jurahäusern: das Museum Jurahaus des Jurahaus-Vereins in Eichstätt, die Ausstellung zum Karlsgraben in der Hüttinger-Scheune in Graben (Treuchtlingen) sowie das Jura-Bauernhof-Museum in Hofstetten (Hitzhofen). Im Fränkischen Freilandmuseum Bad Windsheim befinden sich beispielsweise ein Haus aus Marienstein bei Eichstätt sowie ein Haus aus Ochsenfeld und ein Gebäude aus Matting bei Regensburg. Im Freilandmuseum Oberpfalz in Neusath-Perschen steht unter anderem ein Haus aus Thonlohe. Die Gebäude werden dort meist im Zustand früherer Jahrhunderte präsentiert.

## Filme
- Wie viel Heimat steckt in einem Haus. Bauen und Abreißen im Altmühltal. Dokumentarfilm, Deutschland, 2016, 44:10 Min., Buch und Regie: Michael Appel, Produktion: Bayerischer Rundfunk, Erstsendung: 7. Januar 2016 beim Bayerischen Fernsehen, Inhaltsangabe vom BR mit online-Video.
- Bayerische Hauslandschaften – Jurahäuser im Altmühltal. Dokumentarfilm, Deutschland, 1995, 43:53 Min., Buch und Regie: Dieter Wieland, Produktion: Bayerischer Rundfunk, Reihe: Topographie, Inhaltsangabe von ARD und online-Video.